# Sugherella
Sugherella è un quartiere della città di Grosseto, in Toscana.
Il quartiere insiste sul settore urbano nord-orientale, posto oltre il tracciato del canale diversivo dell'Ombrone, e deve il suo nome alla storica tenuta della Sugherella, documentata sin dal XVII secolo. L'urbanizzazione di quest'area venne prevista dal piano regolatore di Luigi Piccinato del 1971 e venne attuata tra il 1979 e il 1985 con l'edificazione della zona "167 Nord". Il quartiere è spesso impropriamente indicato come "quartiere Pace", poiché ospitò fino al 2011 la sede della circoscrizione Pace, così chiamata in quanto comprendeva tutta l'area urbana posta a nord del viale della Pace.

## Storia
Il territorio su cui insiste il quartiere era conosciuto come piano della Molla sin dall'età medievale, in quanto attraversato dall'omonimo fosso che nasceva dal lago Bernardo, presso Istia d'Ombrone, per andare a confluire nel lago di Castiglione. Alla metà del XVII secolo sono già documentati una serie di nuclei agricoli con fattorie nel piano lungo la strada che collegava Grosseto, allora limitata al solo perimetro murario, con Roselle in direzione di Siena: la tenuta del Commendone, più vicina al fosso della Molla, e quella della Sugherella (o Sugarella), di poco a sud. Il toponimo, assai comune in Toscana (come per esempio Suvereto) è da ricondurre alla pianta di sughero, suber, con il suffisso "-ella" che è caratteristico di altre tenute agricole grossetane (Gorarella, Barbanella).
La mancata manutenzione degli argini e dell'alveo del fosso Molla portarono a un progressivo impaludimento del luogo, che rese necessaria una lunga serie di interventi di regimazione idraulica, culminati con le sistemazioni operate da Leonardo Ximenes in età lorenese. Tra il 1828 e il 1830 venne realizzato il canale diversivo, che aveva il compito di trasportare i sedimenti del fiume Ombrone dalla località Bucacce presso San Martino nella palude castiglionese, secondo il metodo della colmata; il canale attraversava il piano, separando il territorio della Sugherella (a nord) da quello delle Salnitraie (o Sinitraie, a sud) e di fatto imponendosi come cesura naturale tra Sugherella e la città di Grosseto. Nel 1864 la tenuta della Sugherella entrò a fare parte dei possedimenti del barone Bettino Ricasoli, già proprietario della tenuta di Barbanella.
I terreni oltre il canale diversivo, a destra della strada per Roselle nei pressi della fattoria, vennero individuati alla fine degli anni cinquanta del XX secolo come sito per la costruzione del nuovo ospedale Misericordia, i cui lavori ebbero inizio nel 1964. L'edificazione dell'ospedale inaugurò l'espansione della città a nord del canale diversivo e un primo insediamento urbano venne previsto nel piano regolatore redatto da Luigi Piccinato e approvato nel 1971. Il compito di curare la progettazione del moderno quartiere zona 167 fu affidato alla neocostituita associazione Architetti Riuniti Grossetani (ARG), di cui facevano parte dieci studi di architettura: Cappelli, Di Salvo, Gentili, Giacolini, Luzzetti, Mangani, Marliani, Moni, Piemontese e Santini; la progettazione architettonica venne coordinata da Mario Luzzetti e Mario Santini. I lavori per la costruzione del P.E.E.P. "Sugherella" furono avviati nel 1979 e continuarono per circa un decennio, fino all'ultimazione della chiesa parrocchiale dedicata alla Santa Famiglia, consacrata nel 1989, anno in cui il quartiere ricevette la visita di papa Giovanni Paolo II.
In via Unione Sovietica ebbe sede la circoscrizione 4 Pace del comune di Grosseto fino alla sua soppressione nel 2011. Il quartiere iniziò a espandersi disordinatamente nel corso degli anni novanta attraverso varie lottizzazioni residenziali e con l'edificazione di una grande zona artigianale; nel periodo a cavallo con il secondo millennio, si venne a formare un secondo centro per i servizi ed esercizi commerciali nell'area di via Svizzera, nella zona nota come Cittadella, dal nome dell'impresa immobiliare proprietaria dei terreni. L'espansione procedente per lottizzazioni isolate ha continuato per tutto il primo ventennio del XXI secolo, seppure con interventi di dimensioni ridotte (Il Borgo, Oliveta Nord, Sugherella 1 e 2, Lemarangi, Borgonovo) che hanno riempito i vuoti urbani saldando tra di loro le varie aree di espansione. Nel 2016 è stata inaugurata la grande area commerciale del Commendone.

## Monumenti e luoghi d'interesse

### Architetture religiose

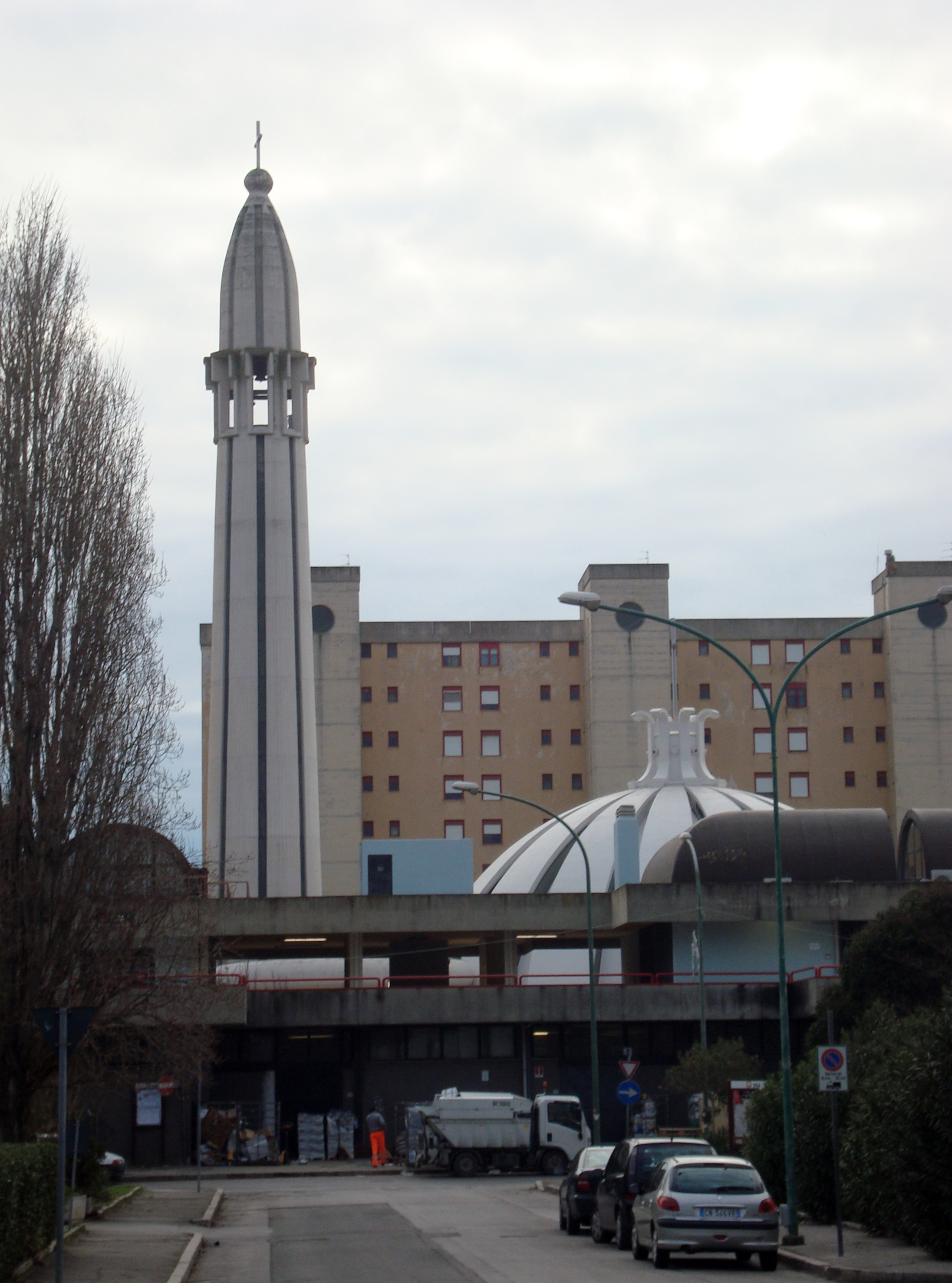
Via Ungheria con il campanile della Santa Famiglia

Chiesa della Santa Famiglia
La chiesa della Santa Famiglia è la principale chiesa parrocchiale del quartiere, situata in via Unione Sovietica. La parrocchia venne eretta dal vescovo Adelmo Tacconi il 1º novembre 1979, con la dedicazione alla Santa Famiglia selezionata dall'assemblea del primo convegno ecclesiale tenutosi nel mese di settembre. I lavori di costruzione dell'edificio di culto, progettato dall'ingegnere Enzo Pisaneschi, furono affidati all'impresa Piccionetti ed ebbero inizio il 10 marzo 1983. La consacrazione della chiesa avvenne il 9 aprile 1989. Il mese successivo, il 21 maggio, la chiesa ricevette la visita di papa Giovanni Paolo II, che vi celebrò la messa. Le sue linee tondeggianti che richiamano un minareto rendono questa chiesa una delle più originali e caratteristiche della città.
Chiesa di Madre Teresa di Calcutta
La chiesa di Madre Teresa di Calcutta è la seconda chiesa parrocchiale del quartiere, situata in via Stati Uniti. La parrocchia fu istituita nel 2004 dal vescovo Franco Agostinelli con la dedicazione alla beata Teresa di Calcutta. Il progetto fu inizialmente affidato all'architetto Paolo Borghi, ma dopo la sua morte avvenuta nel 2002, venne dato l'incarico all'architetta Stefania Ritti. I terreni furono donati alla diocesi di Grosseto dalla ditta La Cittadella e nel 2006 venne completata la sala polivalente, che svolse provvisoriamente le funzioni parrocchiali. Il cantiere del complesso parrocchiale e della chiesa, condotto dalle imprese Fidia e Massai, fu aperto il 28 dicembre 2015, per un costo complessivo di 3 562 946 euro. La chiesa fu consacrata dal vescovo Rodolfo Cetoloni il 2 dicembre 2018.

### Architetture civili
- Fattoria del Commendone, storica tenuta con fattoria e casa padronale situata a nord del quartiere.[22]
- Fattoria del Poggione, storica tenuta formata da più edifici ottocenteschi, è di proprietà della famiglia Pallini e sede dell'omonima azienda agricola.
- Fattoria del Poponaio, antica fattoria situata nell'area a nord dell'omonima zona artigianale, è sede di un centro ippico.
- Fattoria della Sugherella: tenuta documentata sin dal XVII secolo, inglobata nel tessuto urbano dalla quale ha avuto origine il quartiere, era formata dai due edifici della fattoria e della villa padronale. La prima è stata completamente ristrutturata nel 2012 per ricavarne appartamenti e integrata nel contesto urbano di una lottizzazione residenziale; la villa, di proprietà della famiglia Sgherri, mantiene invece il proprio aspetto di edificio padronale, con un ampio giardino alberato che la nasconde e la tiene isolata dal resto del quartiere. All'interno della villa ha il proprio studio la scultrice Lea Monetti.[23]

### Monumenti
- Cippo a Leonardo Madoni, opera situata in via Etiopia dedicata alla memoria di Leonardo Madoni, sottotenente di vascello e medaglia d'oro al valor militare, deceduto in Cirenaica nel 1941.
- Monumento ai caduti sul lavoro, situato in piazza Nazioni Unite, è stato realizzato da Mario Martini nel 1987.[24][25]
- Monumento alle vittime di ogni forma di criminalità, situato nell'area verde in angolo tra via Repubblica Dominicana e via Marocco, è stato collocato il 21 maggio 2005.[26] Si tratta di una scultura in pietra e in ferro, opera di Luisa Santamarianova, costituita da una fiaccola ardente posizionata su un grosso basamento in pietra.[26]
- Monumento al badilante, opera scultorea di Antonio Lazari situata in via Monte Labbro nei pressi del Ponte Massa e del canale diversivo.[27] La scultura, alta 4,5 metri, è stata inaugurata il 10 agosto 2008 e raffigura il "badilante", in omaggio a tutti i lavoratori della terra che hanno contribuito alle opere di bonifica della Maremma.[26]

## Società

### Istituzioni, enti e associazioni
Centro servizi di Stato

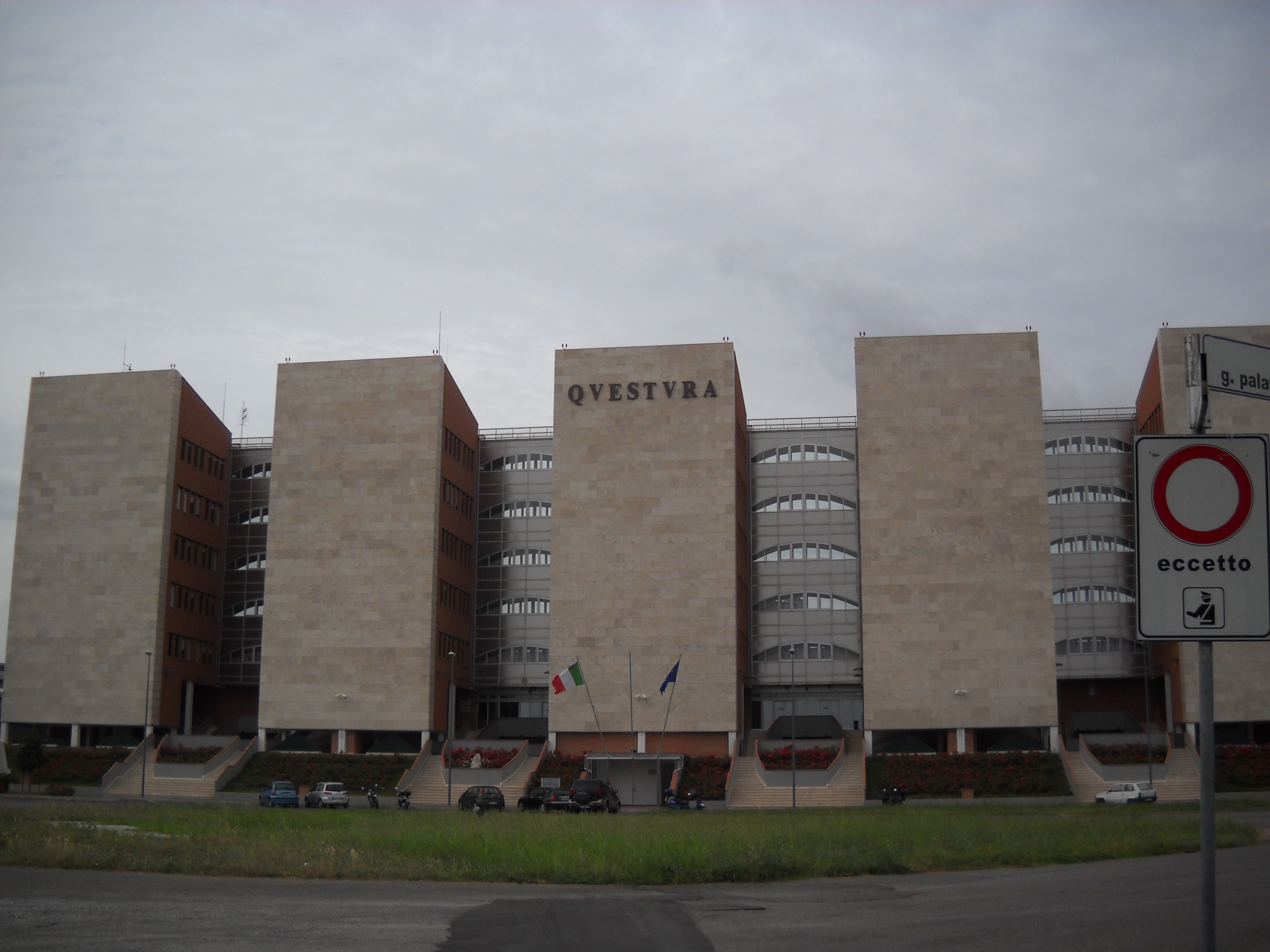
Il palazzo della Questura

Il centro servizi di Stato è un centro polifunzionale che ospita le sedi centrali della Questura, della polizia stradale e dei vigili del fuoco di Grosseto. È situato lungo il tracciato del canale diversivo, sul quale affaccia volgendo le spalle al quartiere e all'area artigianale che si sviluppano a nord, e si compone di vari edifici (uffici, caserme, alloggi) sui quali spicca per altezza e dimensioni la costruzione del palazzo della Questura, formato da cinque torri comunicanti. Il centro polifunzionale venne pensato per raggruppare in un unico luogo decentrato le sedi operative della polizia, della polstrada e dei vigili del fuoco, al fine di migliorarne le attività logistiche (la polizia aveva sede nel palazzo del Governo, mentre i vigili del fuoco in una caserma costruita nel 1953 su via Senese).
Il progetto fu curato dall'architetto Carlo Quintelli e i lavori ebbero inizio nel 1992. Tuttavia, ben presto le ditte che avevano ricevuto in concessione i lavori esaurirono le disponibilità del finanziamento: se la sede dei vigili del fuoco poté essere terminata e inaugurata nel 1999, il resto del progetto dovette essere interrotto, lasciando per oltre dieci anni lo "scheletro" dei pilastri in cemento armato della sede della Questura. Nel 2003 i lavori poterono essere ripresi dopo lo sblocco di nuovi finanziamenti, con un progetto rielaborato dall'ingegnere Bruno Giannone, capo della sezione di Grosseto del Provveditorato alle opere pubbliche, con la consulenza esterna degli studi di progettazione di Massimo Biagini, Marcello Mersi, Luca Sani, Roberto e Stefano Sgherri. L'inaugurazione avvenne il 19 maggio 2007, alla presenza del ministro Giuliano Amato e del capo della polizia Gianni De Gennaro.
Ospedale Misericordia di Grosseto
L'ospedale Misericordia di Grosseto, struttura sanitaria di riferimento del capoluogo maremmano nell'ambito dell'Azienda USL Toscana sud est, è stato realizzato tra il 1964 e il 1974 su progetto di Mario Luzzetti e Umberto Tombari. Raccoglie un ampio bacino di utenza dall'intera provincia, ma anche da altre zone della Toscana meridionale e del Lazio settentrionale. All'esterno della struttura è presente una pista di atterraggio per il servizio di elisoccorso. L'ospedale è stato progressivamente ampliato a partire dagli anni novanta, con l'edificazione di plessi aggiuntivi che sono andati ad addossarsi al retro della struttura, fino alla costruzione di un secondo edificio adiacente, progettato dall'architetto Fabrizio Rossi Prodi e inaugurato nel 2019.
Caserma Rotilio Barbetti
Lungo via Senese, tra il tracciato del canale diversivo e l'ospedale cittadino, si trova l'ex caserma Rotilio Barbetti, che ha ospitato il deposito centrale di artiglieria e difesa del Ministero della difesa. Agli inizi del Novecento qui sorgeva uno stabilimento adibito al ricovero e manutenzione del materiale ferroviario della società Ansaldo, quale capolinea della ferrovia Cana-Arcille-Grosseto. La Ansaldo era anche proprietaria dell'intera tenuta del Poggione, che venne venduta nel 1926 a Benedetto Pallini, fatta eccezione dello stabilimento e della linea ferroviaria. L'attività della linea a rotaia venne sospesa nel 1930 e due anni dopo l'area venne acquistata dal Demanio e trasformata nel 1934 in "Parco nazionale materiale bellico". Divenuto autonomo nel 1975 a servizio delle Forze armate, il parco artiglieria fu poi messo alle dipendenze del Comando servizi trasporti e materiali dell'Esercito Italiano nel 1995 e infine chiuso. Il 28 maggio 2020 è stato siglato un accordo da parte di Ministero della difesa, Ministero della giustizia e Agenzia del demanio per la trasformazione dell'ex caserma in istituto penitenziario.
Reggimento Savoia Cavalleria
Il 3º Reggimento Savoia Cavalleria è stanziato dal 7 ottobre 1995 a Grosseto nella caserma in via Senese, tra la lottizzazione Lemarangi e l'area artigianale. La caserma, nota dalla popolazione locale come "Casermone", era stata sede di un presidio militare negli anni della seconda guerra mondiale, ma, subito abbandonata, divenne presto rifugio di famiglie di sfollati e indigenti, fino a divenire un vero e proprio villaggio rurale alle porte della città. Nel 1958 l'Istituto Autonomo Case Popolari di Grosseto fece costruire dei fabbricati in via de' Barberi per ospitare gli abitanti del Casermone, che rimase così abbandonato per oltre trent'anni. Solo a partire dalla fine degli anni ottanta l'intero complesso venne recuperato e nuovamente destinato alle funzioni militari. Prima dei Savoia Cavalleria, la caserma era stata sede del 9º Reggimento Lancieri di Firenze.

## Cultura

### Istruzione
Nel quartiere si trovano la scuola primaria "Salvo D'Acquisto", in via Jugoslavia, e la scuola media "Giuseppe Ungaretti", in via Portogallo. Entrambe fanno parte dell'Istituto comprensivo Grosseto 3, che comprende anche la scuola elementare Gabelli di via Sicilia, e alcuni plessi scolastici del comune di Scansano.

## Geografia antropica

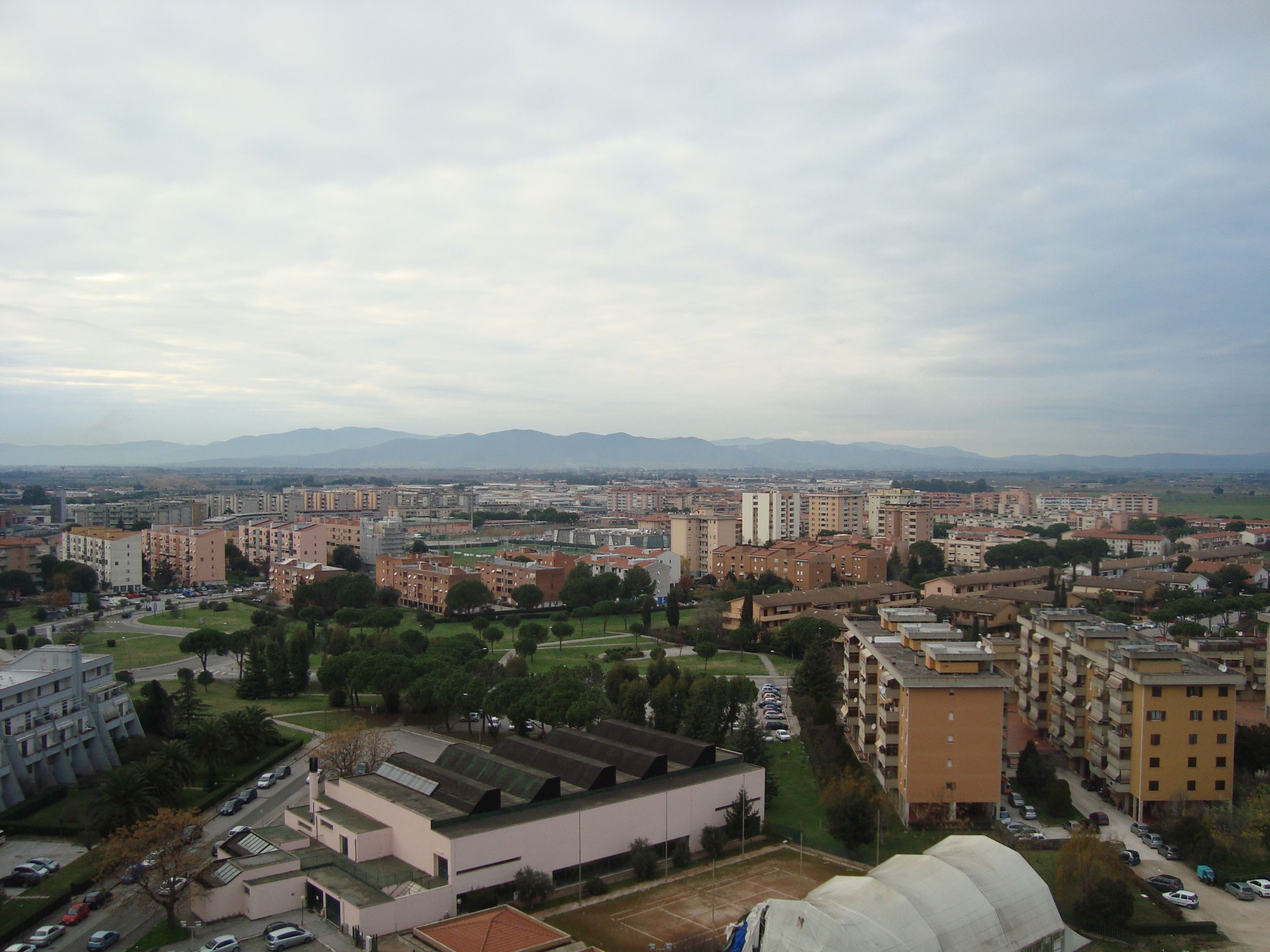
Veduta dell'area residenziale della Cittadella

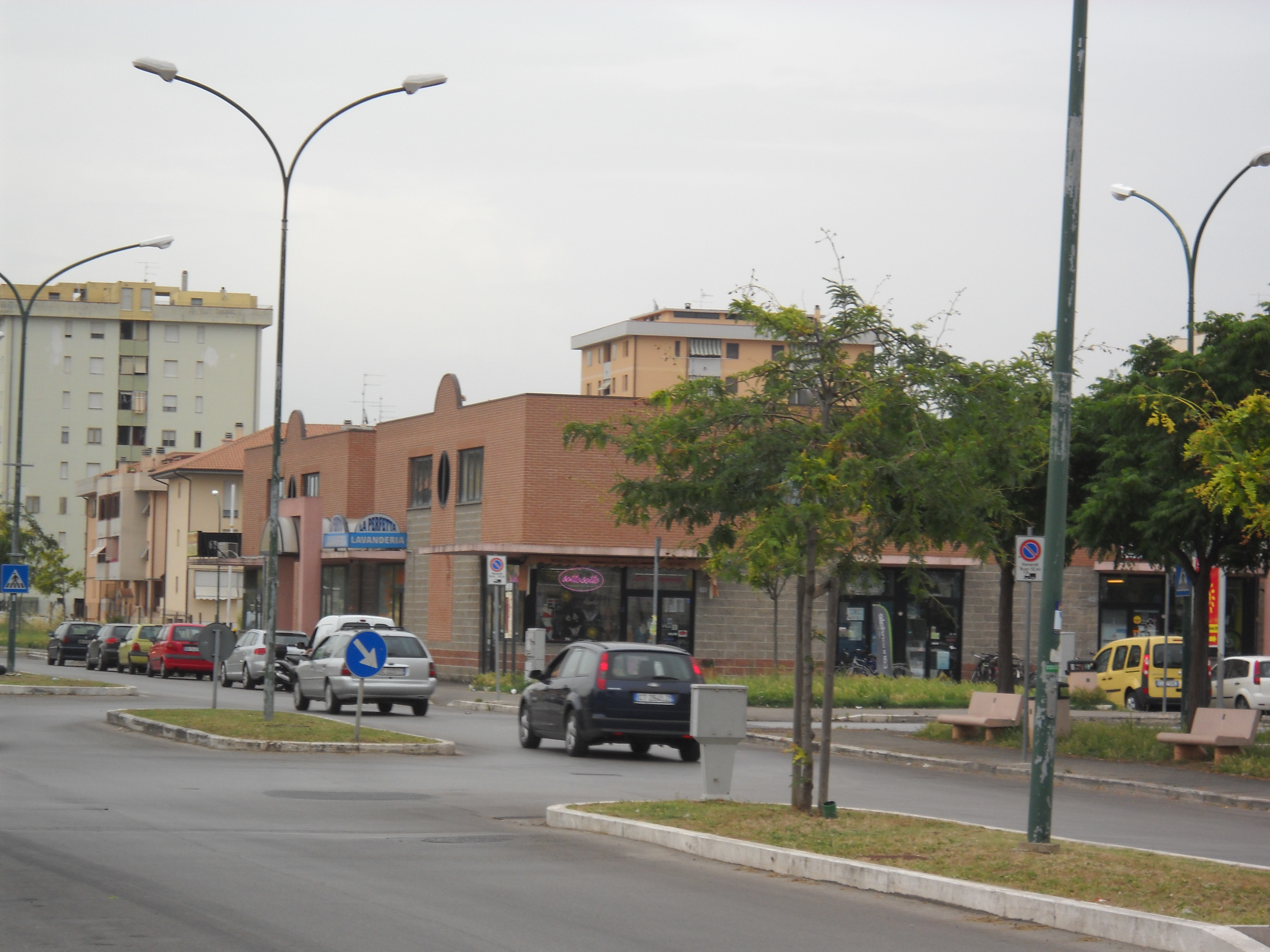
Via Svizzera

### Urbanistica
Le direttrici fondamentali per l'espansione della città a nord del canale diversivo vennero previste da Luigi Piccinato nel piano regolatore generale approvato nel 1971. Il centro nevralgico del quartiere è costituito dal piano di edilizia economica popolare 167 Nord "Sugherella". Gli edifici del P.E.E.P. si rifanno alla Unité d'Habitation di Le Corbusier e si articolano intorno a un centro commerciale e socio-culturale, sviluppato su due piani, progettato dall'ingegnere Fausto Giunta e degli architetti Renzo e Sergio Gentili. Tra le strutture abitative svettano tre torri di quindici piani, i cosiddetti "torrini" (dei medesimi architetti), tre grattacieli che caratterizzano lo skyline della città; la chiesa parrocchiale della Santa Famiglia, con la sua cupola bianca e le forme morbide, si inserisce nel contesto ponendosi in forte contrasto con la spigolosità e i toni grigi delle costruzioni circostanti.
Il progetto originario era stato pensato come un vero centro abitato in grado di offrire ogni forma di vita sociale aggregata per una comunità prevista di circa 4 000 abitanti e trae ispirazione dai modelli nordeuropei, proponendo soluzioni abitative il più possibile funzionali alle varie esigenze. Tuttavia, molte delle risposte del progetto vennero disattese al momento della realizzazione: sia per il generale fallimento di certe utopie strutturaliste novecentesche nel loro proposito di aggregazione sociale, sia, in questo caso, per la mancata fedeltà al progetto originale da parte delle ditte edili. Affermò a tal proposito il progettista Mario Santini: «ricordo ancora la pretesa inconcepibile, ma soprattutto dimostrata dall'evidenza dei fatti, dei progettisti incaricati da cooperative ed imprese costruttrici, di esprimere il libero arbitrio nel realizzare quanto di loro interesse e convenienza. [...] Fu dimostrato il piacere perverso, da parte loro, volutamente e pervicacemente di variare gli schemi funzionali ed estetici chiaramente espressi dai 10 architetti facenti parte integrante dello studio».
Fatta eccezione per l'insediamento P.E.E.P., il processo di urbanizzazione del resto del quartiere non è avvenuto in forma omogenea, ma in modo frammentario attraverso tanti piccoli interventi (Cittadella, Sugherella 1 e 2, Il Borgo, Oliveta Nord, Lemarangi, Borgonovo), pensati senza una pianificazione organica al solo scopo di mantenere attivo e competitivo il mercato immobiliare. Osserva Luana Barbato come «queste aree, pur essendo sorte come autonome, hanno nel corso del tempo perso la loro caratterizzazione divenendo spesso quartieri satelliti in cui non è distinguibile un disegno ordinato dal punto di vista architettonico, anche a causa della fusione con gli spazi a destinazione terziaria».

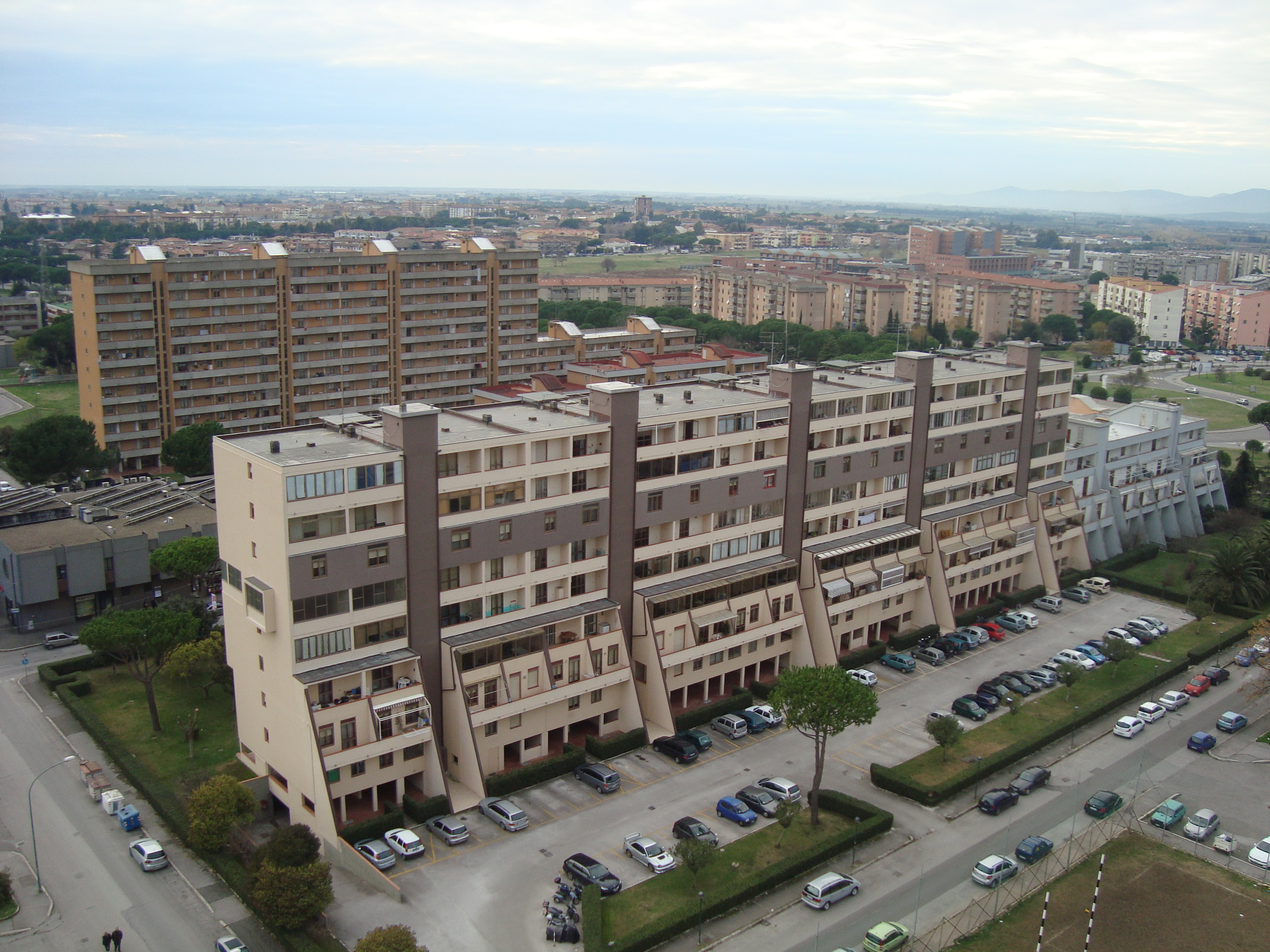
Edifici della 167 Nord
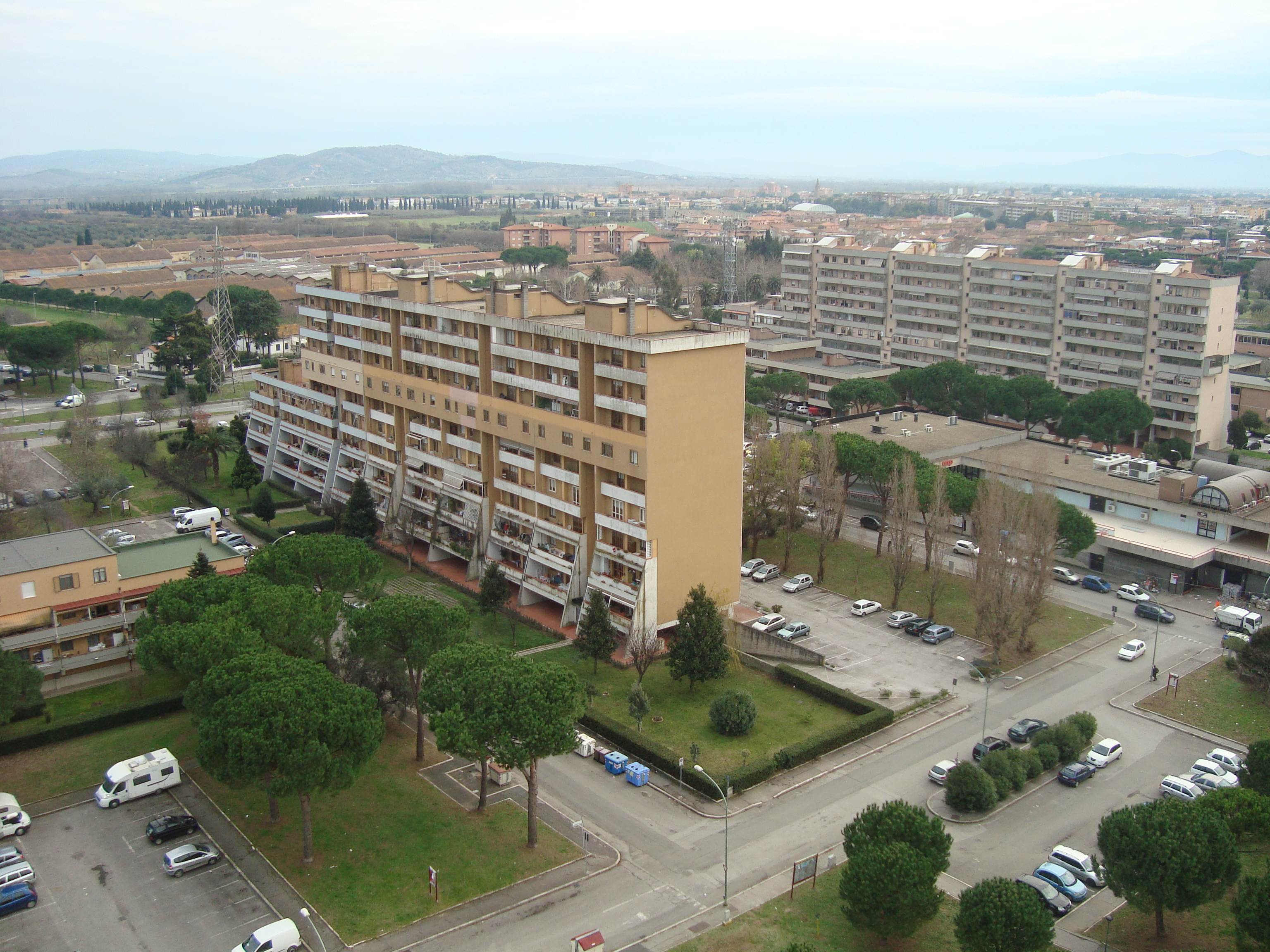
Edifici della 167 Nord
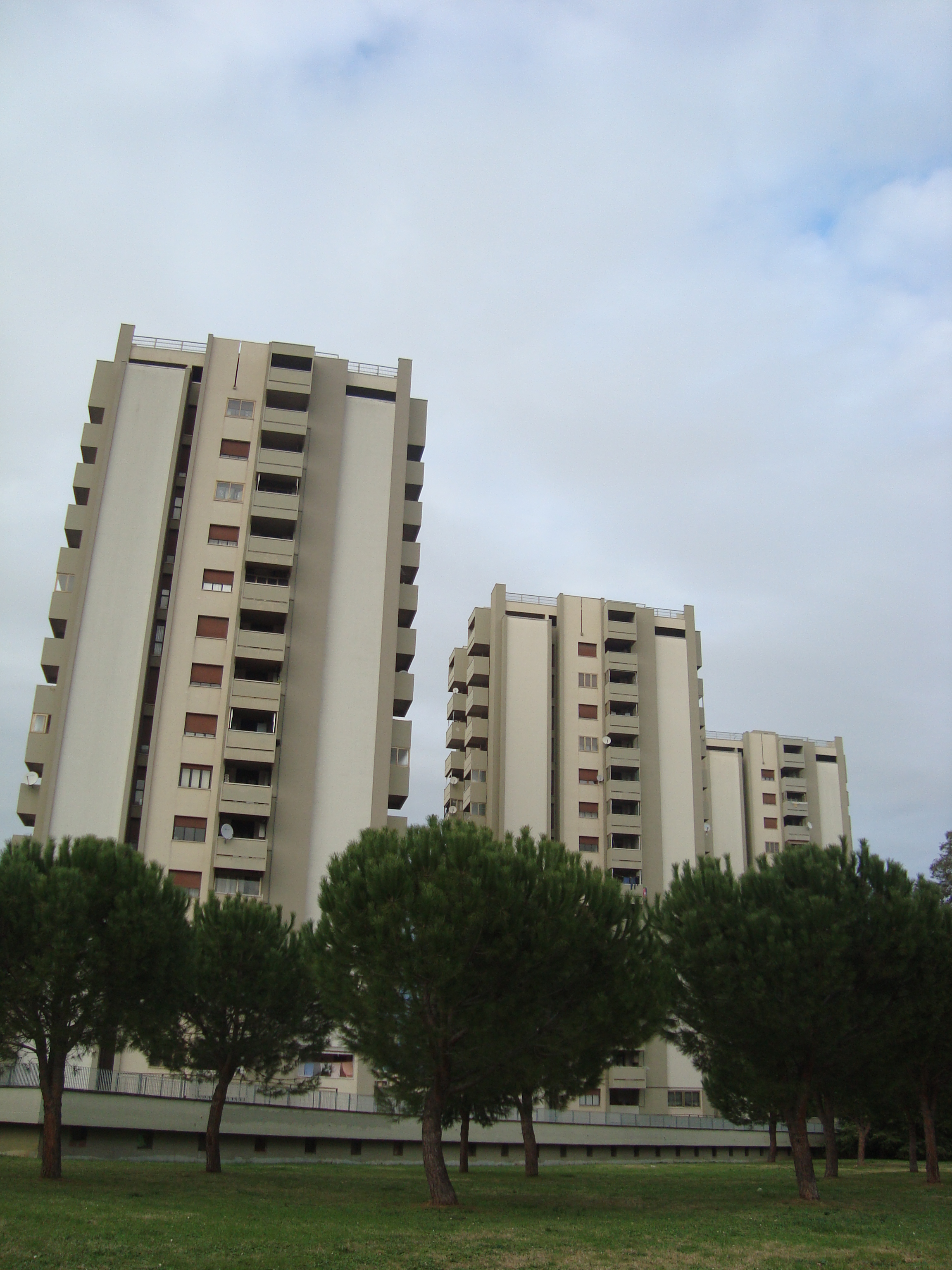
Le torri della 167 Nord

Commendone
La zona del Commendone forma insieme alla zona del Poggione il limite nord del quartiere e della città. Costituiva in passato una località abitata, ma la crescente espansione in direzione nord ha finito con inglobarla nell'area urbana. Qui si trova la fattoria storica che dà il nome alla zona e inoltre un centro nazionale della Chiesa evangelica apostolica pentecostale, nonché Centro di studi teologici. Il 1º marzo 2013 ebbero inizio i lavori per la realizzazione del piano integrato dei servizi (P.I.S.), che prevedeva la costruzione di una vasta area commerciale su di una superficie di 33 ettari, ultimati nel 2016.
Poggione
La zona del Poggione è quell'area che delimita la città a nord-ovest, e si sviluppa lungo la via Senese nei pressi dello svincolo della statale Aurelia e della E78, oltre che alle porte della frazione di Roselle. Prende il suo nome dalla tenuta del Poggione che vi si trova, storica villa padronale con fattoria e annessi. Zona da sempre a vocazione agricola, ha iniziato la sua urbanizzazione negli anni ottanta, con la costruzione di abitazioni lungo la via Senese. Nell'estate del 1999 si tenne qui il Campionato nazionale di motoaratura. Una nuova lottizzazione è stata costruita a partire dal 2012, con la realizzazione di negozi, strutture ricettive e commerciali, nuova viabilità e circa ottanta abitazioni su di un totale di 24.000 m³ di superficie edificata.

## Economia
Agli estremi del quartiere si trovano due aree artigianali sorte originariamente in maniera autonoma. L'area maggiore si è sviluppata a partire dalla metà degli anni ottanta lungo il tracciato della ferrovia in località Poponaio, per poi espandersi verso est in direzione del quartiere residenziale e saldarsi all'area urbana nel 2016 con il completamento del piano di insediamento produttivo (P.I.P.) "La Stecca" di via Senegal. Un'altra zona artigianale più piccola è situata lungo via Senese, presso il Poggione; qui aveva sede lo stabilimento dello storico marchio d'abbigliamento Mabro.

## Amministrazione

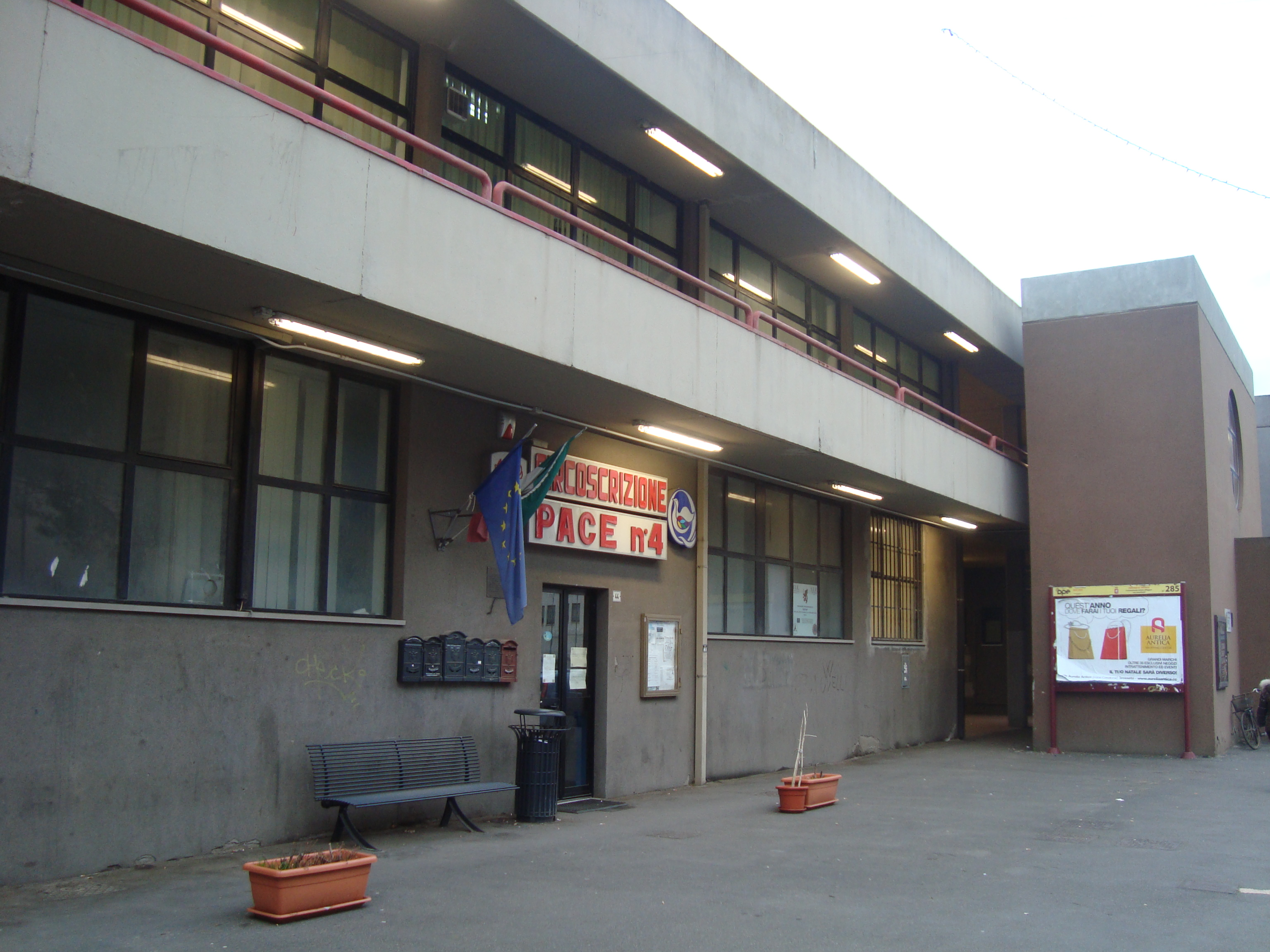
La sede dell'ex circoscrizione 4 Pace

Nel quartiere aveva sede in via Unione Sovietica la circoscrizione Pace, quarta circoscrizione di decentramento comunale di Grosseto, che prendeva il suo nome dal viale della Pace, costruito alla fine della seconda guerra mondiale. Istituito nel 1977, l'ente comprendeva tutte le aree di espansione della città a nord-est del viale, comprese le urbanizzazioni tra il centro cittadino e il canale diversivo, come il Villaggio Curiel e l'area di viale Europa, e l'allora nascente quartiere P.E.E.P. della Sugherella.
Tutte le circoscrizioni sono state soppresse nel 2011.

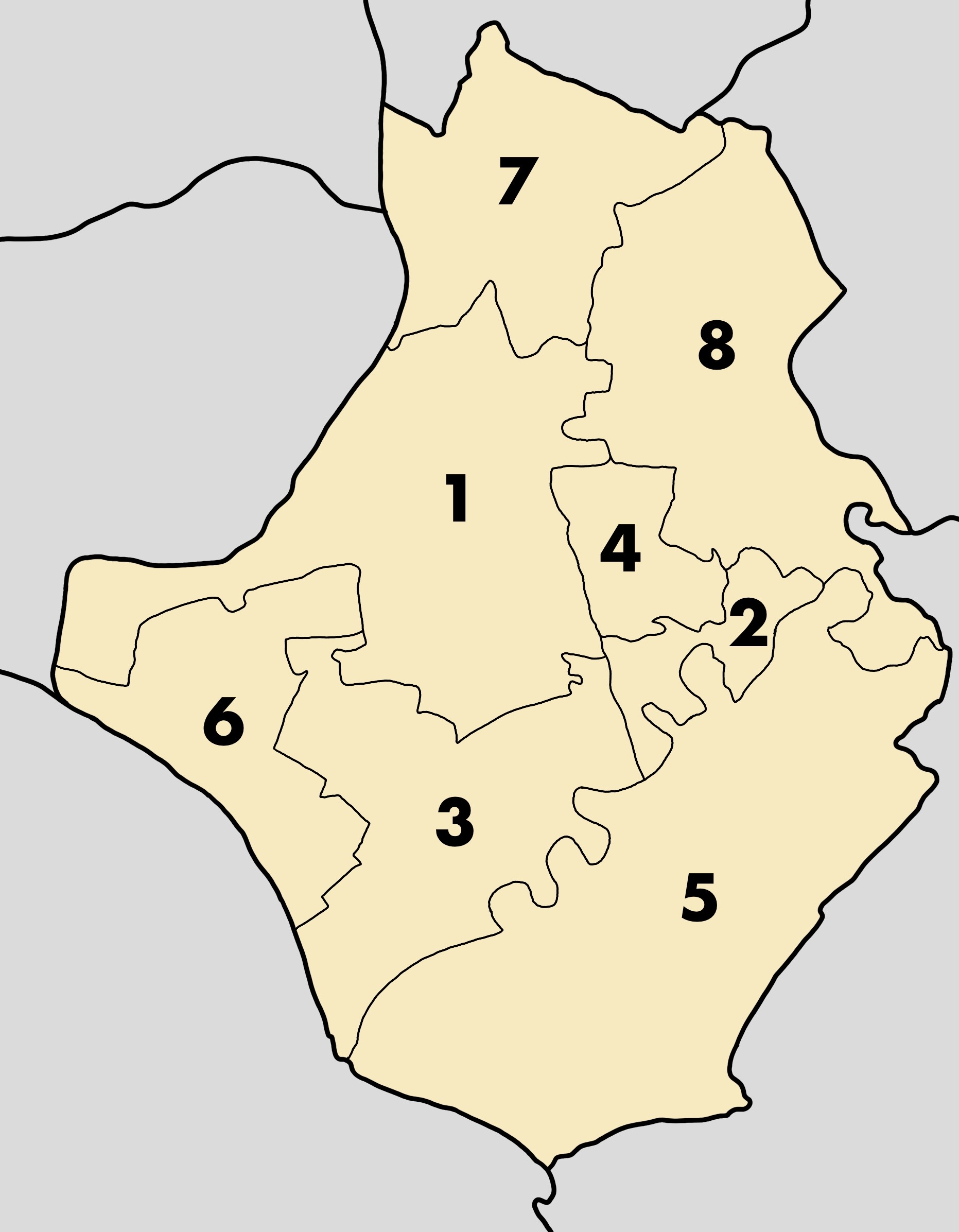
Le ex circoscrizioni di Grosseto
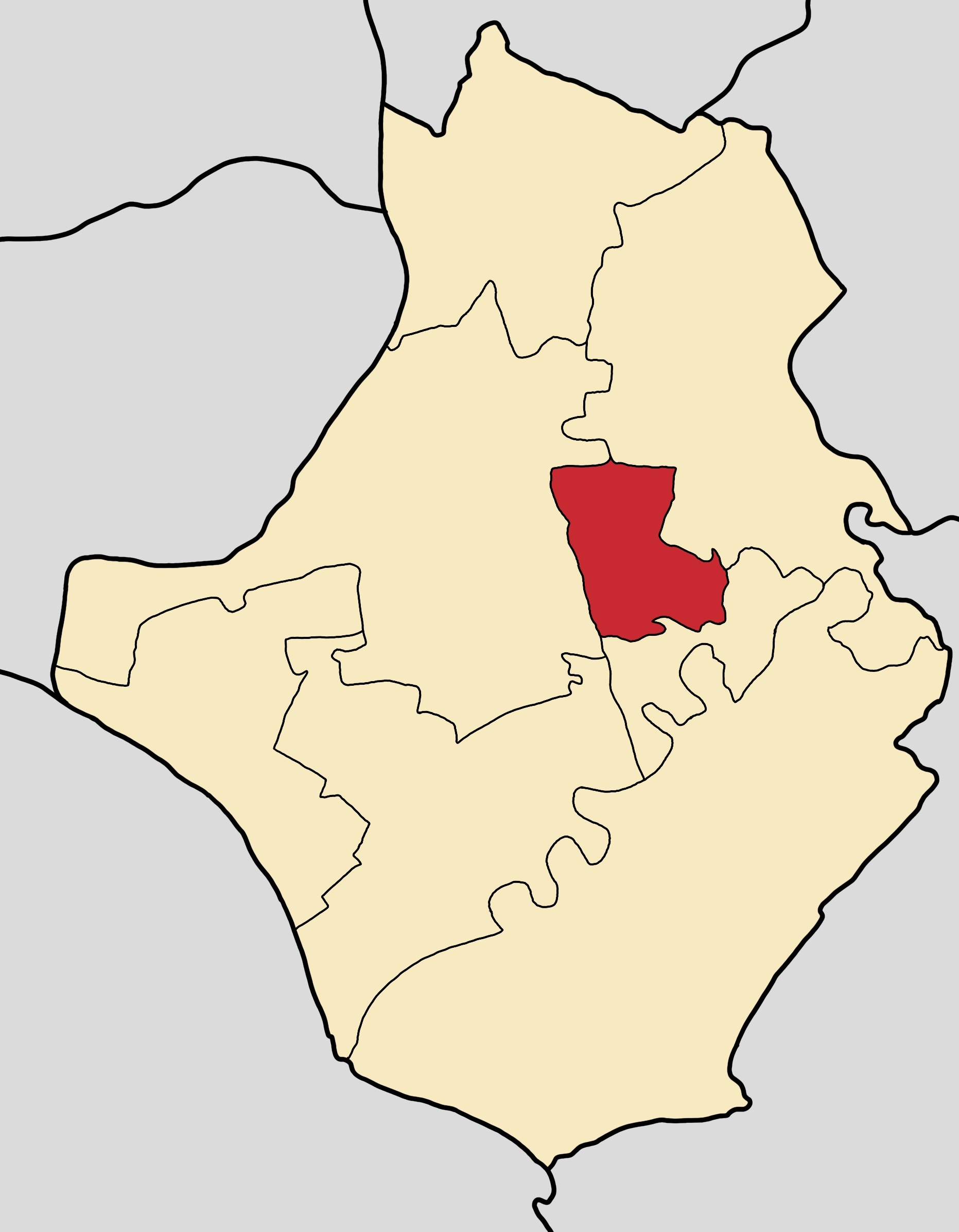
La circoscrizione 4 Pace